# Jesús Ferreiro
Jesús Ferreiro de la Torre (San Tirso de Abres, Asturias, 1947) es un profesor y político español, actualmente retirado, fue el primer alcalde democrático del concejo de San Tirso de Abres tras la abolición del régimen franquista.

## Trayectoria política
En abril de 1979 cuando contaba con 32 años fue elegido por la FSA como candidato a alcalde del concejo de San Tirso de Abres, puesto para el que finalmente resultó elegido con más del 40% de los votos de la población.
Se mantuvo en el puesto de alcalde durante más de 20 años, hasta julio de 1999 cuando dejaría su sitio al también socialista Tirso Miranda. A lo largo de sus 4 legislaturas como regidor municipal llevó a cabo proyectos importantes para el desarrollo del concejo, como la construcción de viviendas de protección oficial, rehabilitaciones de iglesias o capillas y construcción de calles y sendas verdes. Por todas estas obras fue elegido en 2009 como pregonero de la semana cultural que se celebró en San Tirso de Abres.